# Senterada
Senterada (spanisch Santa Grata) ist eine katalanische Gemeinde (municipio) mit 158 Einwohnern (Stand: 2024) in der Provinz Lleida im Nordosten Spaniens. Sie liegt in der Comarca Noguera.
Neben dem namensgebenden Hauptort Senterada besteht die Gemeinde aus den Ortschaften El Burguet, Cadolla, Ciervoles, Lareu, Lluçà, Nahens, Puigcerver und Reguart.

## Geographische Lage
Senterada liegt etwa 80 Kilometer nordnordöstlich von Lleida in einer Höhe von ca. 730 m. 

## Bevölkerungsentwicklung
| Jahr      | 1970 | 1981 | 1991 | 2001 | 2011 | 2021 |
| Einwohner | 204  | 166  | 109  | 103  | 135  | 150  |

## Sehenswürdigkeiten
- Dolmen
- Kirche Mariä Gnade in Senterada
- Aventinuskirche in Cérvoles
- Stephanuskirche in Naens
- Kolumbenkirche in Burguet
- Michaelispriorei in Naens
- Barbarakapelle in Larén
- Ruine der Kirche Mariä Geburt in Larén

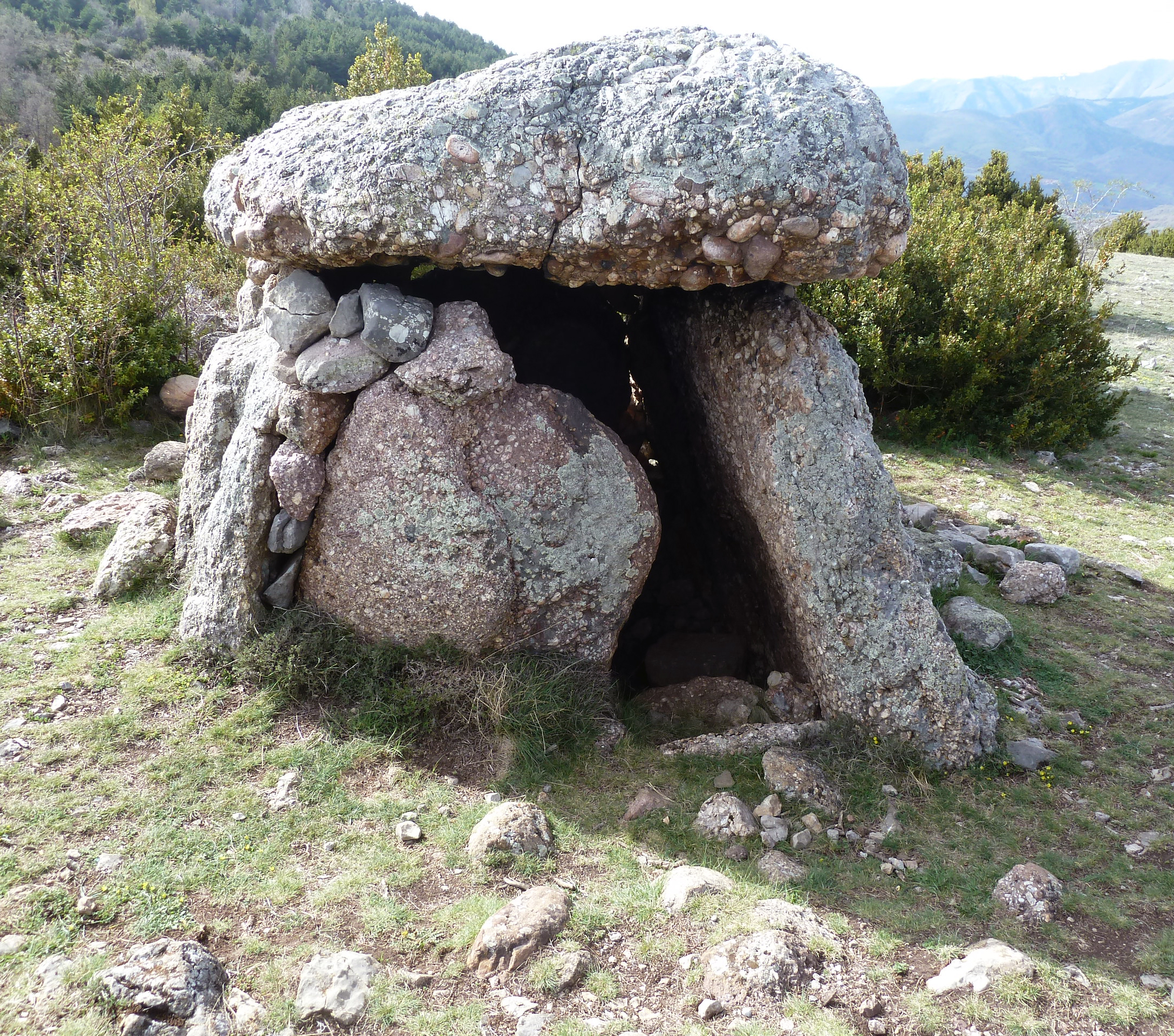
Dolmen
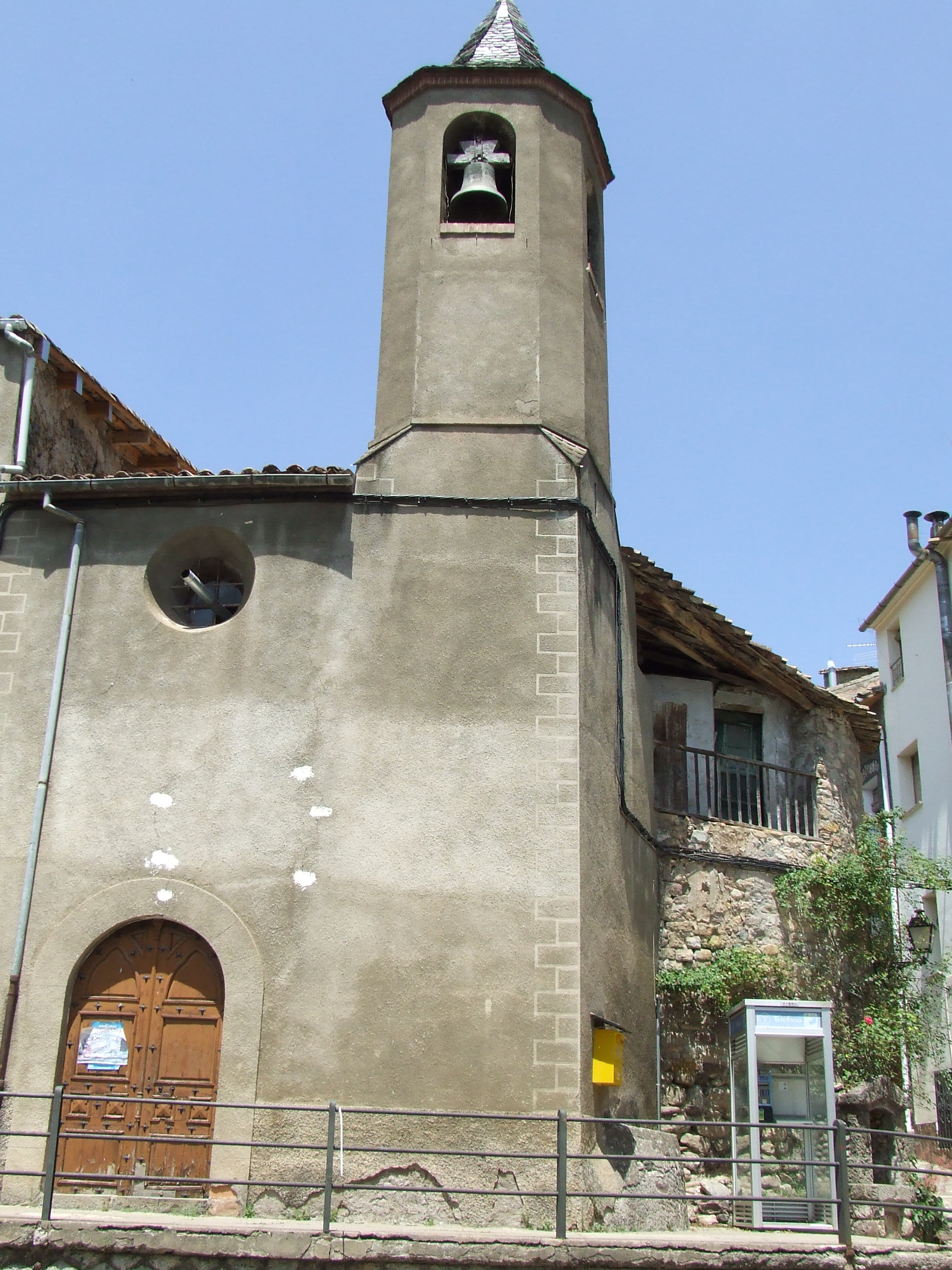
Kirche Mariä Gnade
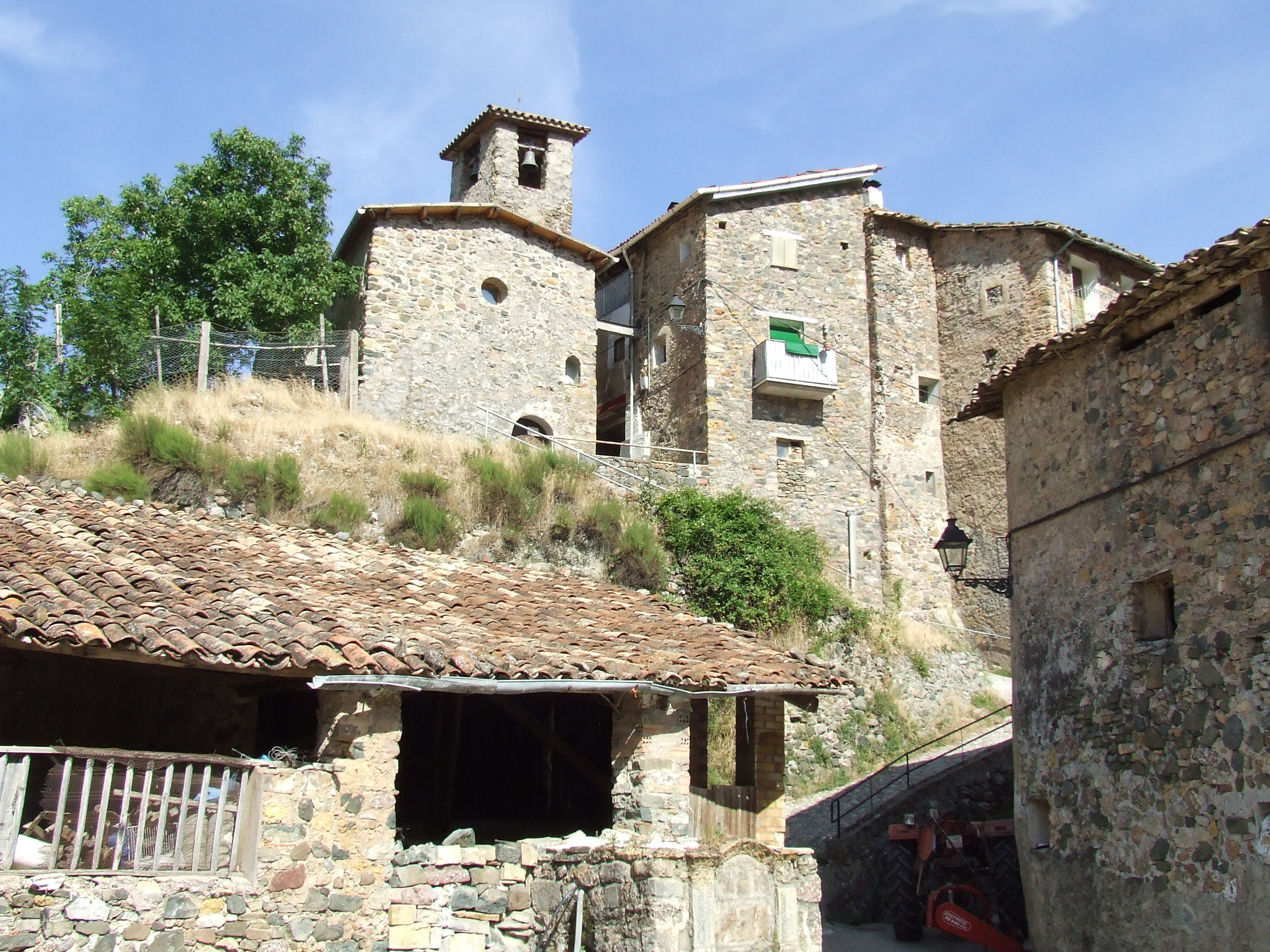
Stephanuskirche
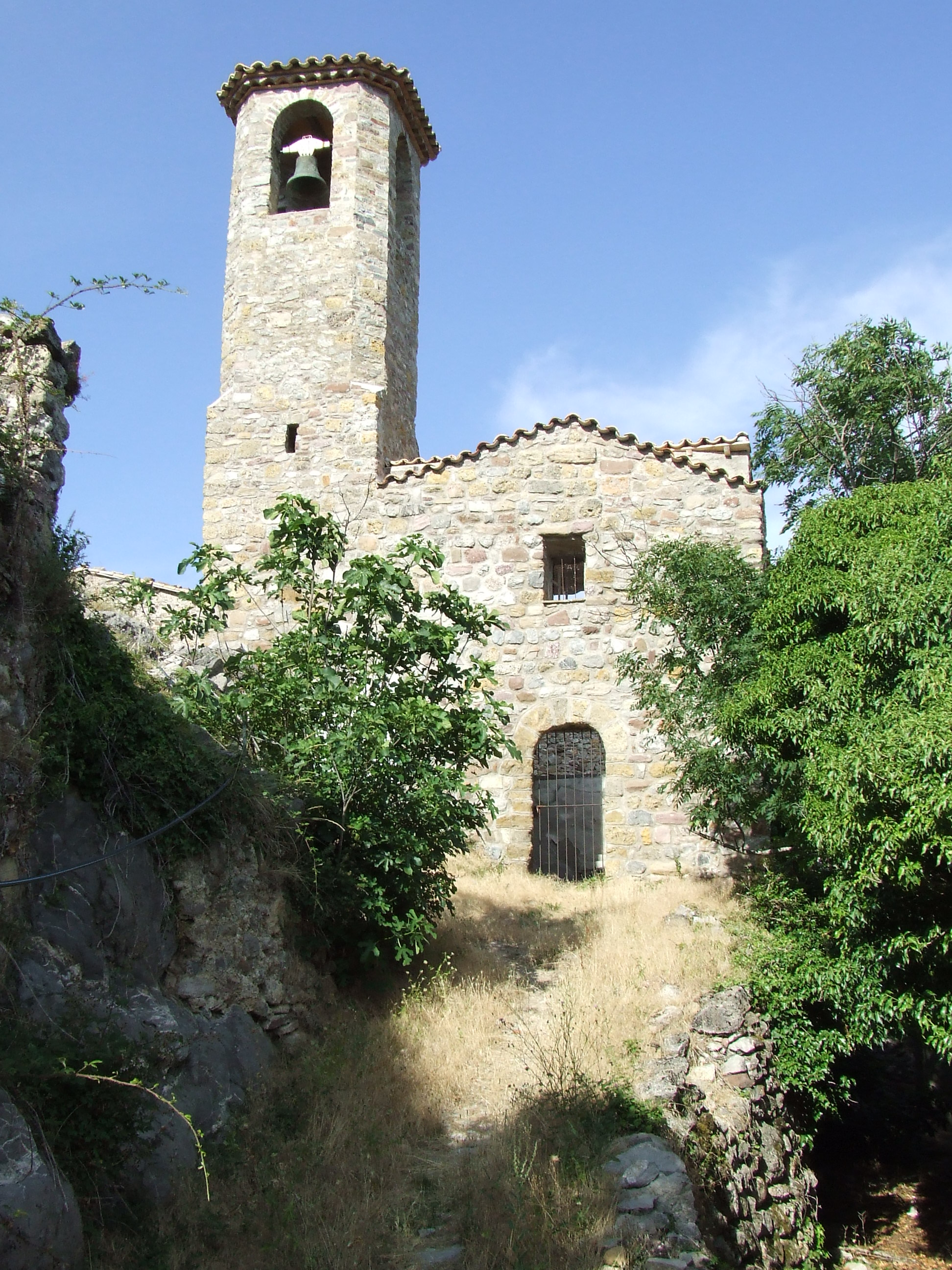
Aventinuskirche in Cérvoles
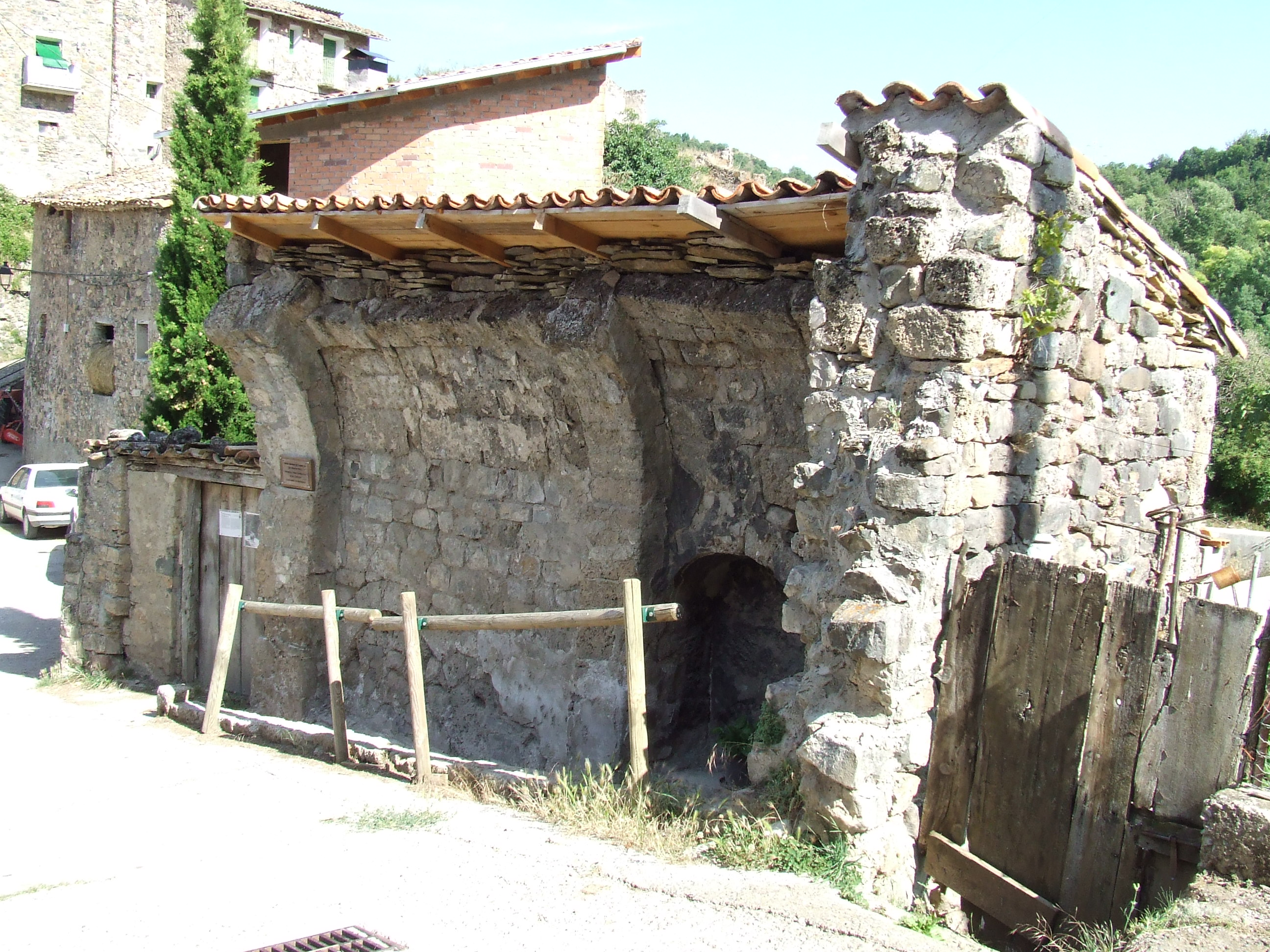
Michaelispriorei
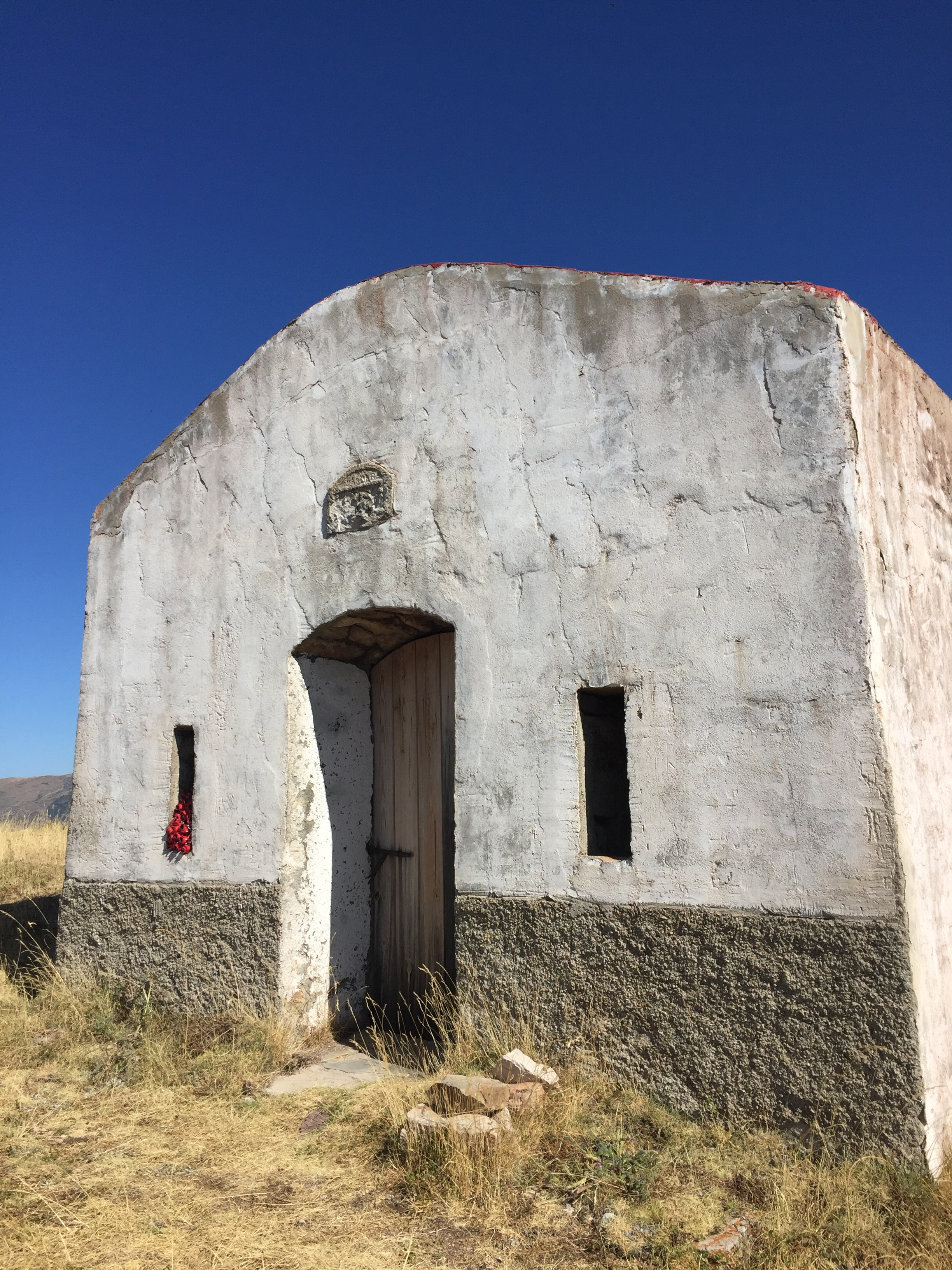
Barbarakapelle
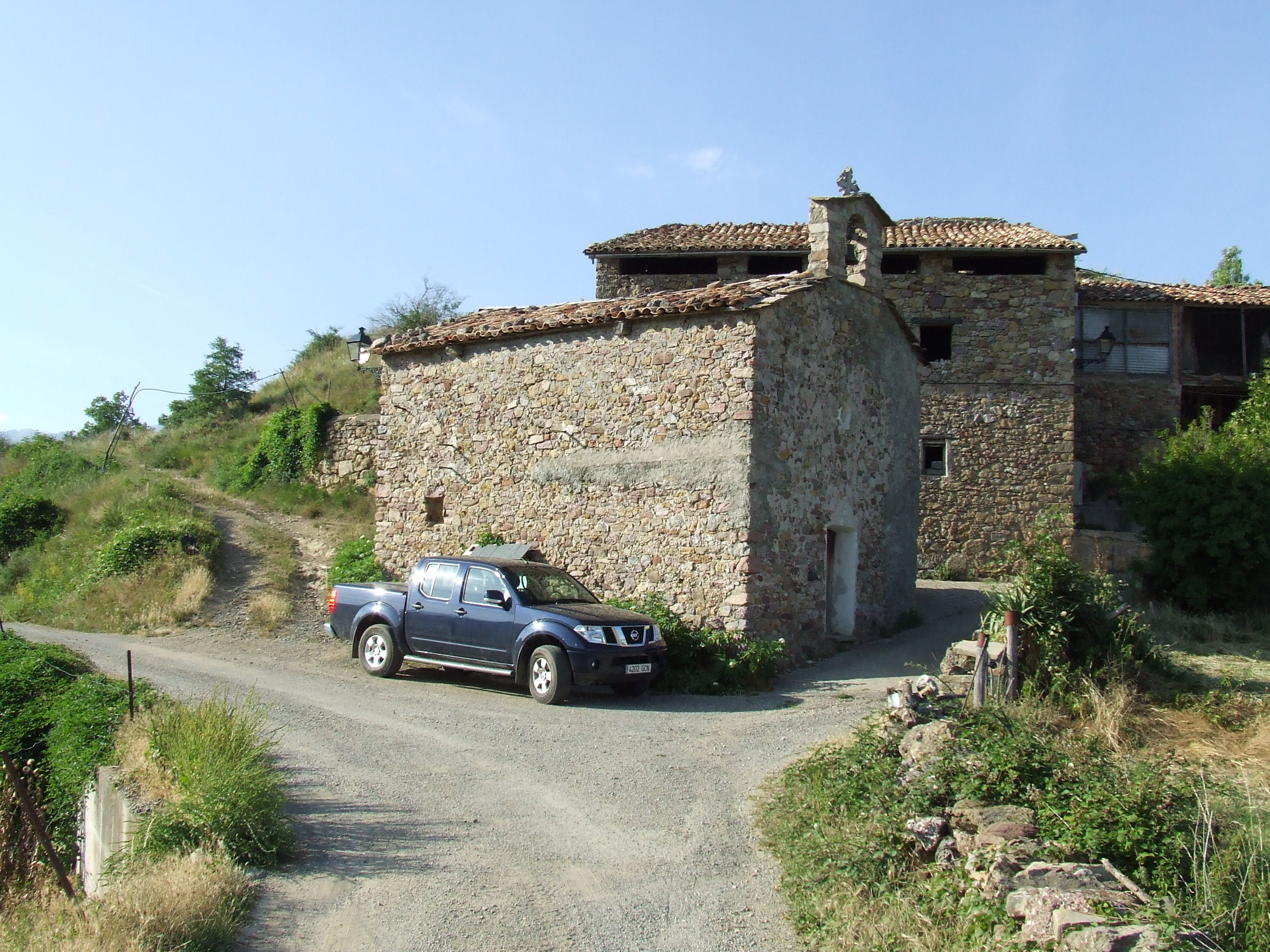
Kolumbenkirche
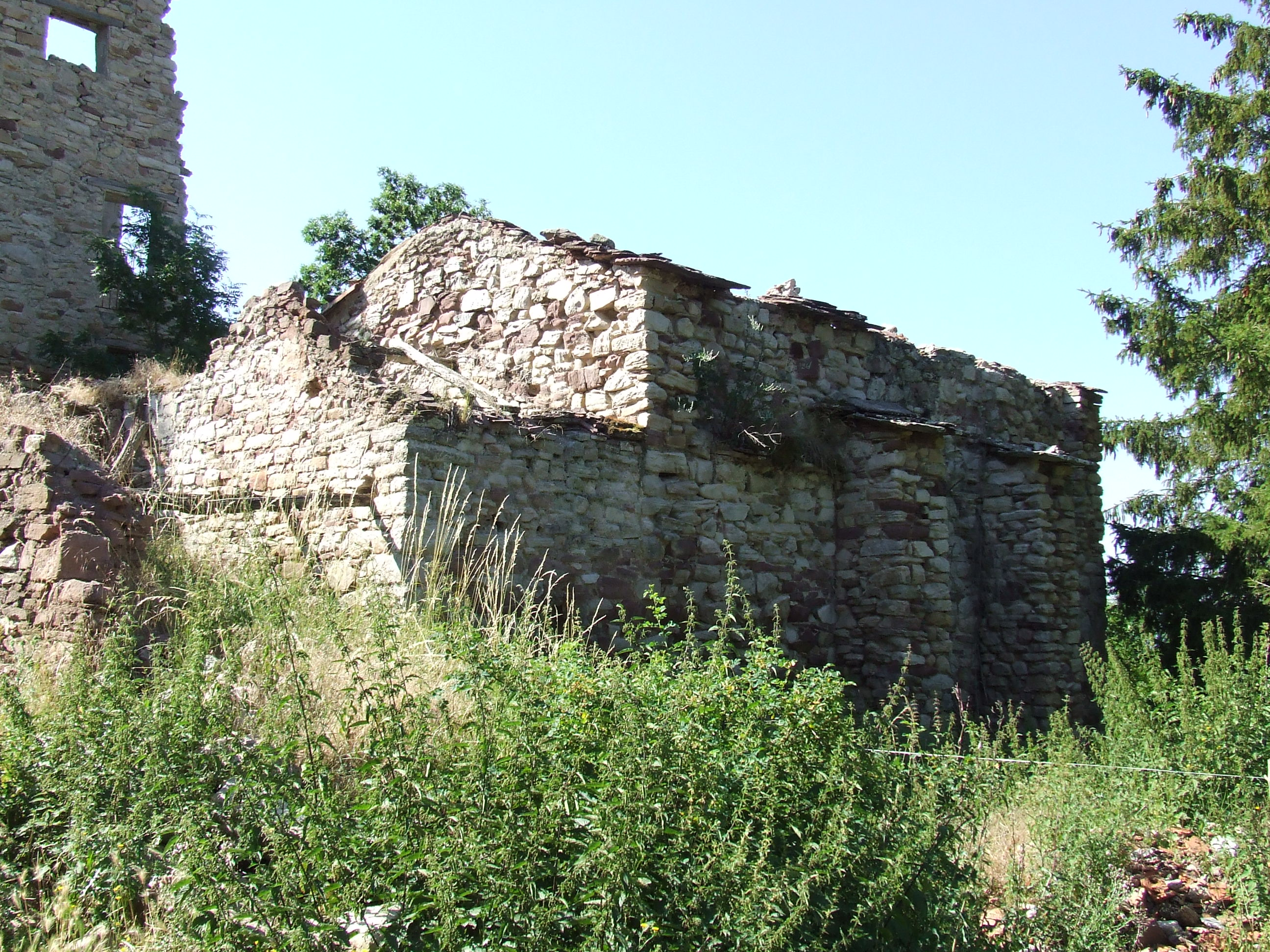
Ruine der Kirche Mariä Geburt